# Agrosuper
 (octobre 2018).
Agrosuper est une entreprise chilienne agro-alimentaire spécialisée dans la transformation animale et dans la pisciculture.

## Histoire
En août 2018, Agrosuper annonce l'acquisition d'AquaChile, une entreprise spécialisée dans l'élevage de saumon, pour 850 millions de dollars.